# La Soupe
La Soupe était une émission satirique de radio diffusée par la Radio télévision suisse (anciennement Radio suisse romande).

## Description
Anciennement appelée La soupe est pleine, elle est produite en direct et diffusée tous les dimanches de 11h00 à 12h30, puis rediffusée le dimanche suivant entre minuit et 1h30. L'émission a été créée, produite et animée par Ivan Frésard en 2000. Il quitte La Soupe en 2004. Florence Farion prend sa place jusqu'à l'été 2008, date à laquelle elle est remplacée par Anne Baecher. 
Grand succès sur les ondes de la RSR puis de la RTS, l'émission a été souvent comparée à une version suisse et radiophonique des Guignols de l'info. Le fil rouge en est un bilan satirique de la semaine écoulée, bilan fait de sketchs, billets d'humeur, parodies, chansons et autres imitations (par Yann Lambiel surtout). 
De plus, une personnalité différente (et qui fait l'actualité) est invitée chaque semaine sur le plateau. L'invité participe aux débats et se retrouve souvent au centre de nombreux sketches.
De nombreux humoristes participent régulièrement à l'émission, notamment Sandrine Viglino, Michèle Durand-Vallade, Valérie Paccaud, Christophe Bugnon, Laurent Flutsch, Thierry Meury (jusqu'en 2008, puis à nouveau depuis septembre 2010), Yann Lambiel, Gossip, Guy Schrenzel, Nathanaël Rochat, Vincent Kohler et Laurent Nicolet.

## Arrêt de l'émission
Début 2012, Yann Lambiel et Anne Baecher annoncent leur décision de quitter la Soupe. En conséquence, la fin de l'émission est annoncée pour le 24 juin 2012. À la suite d'un appel à projets, une nouvelle émission d'humour dominicale la remplace à la rentrée 2012, L'Agence, présentée par Michèle Durand-Vallade.